# Michael Mmoh
Michael Mmoh (ur. 10 stycznia 1998 w Rijadzie) – amerykański tenisista pochodzenia nigeryjskiego.
Jego ojciec Tony Mmoh był zawodowym tenisistą.

## Kariera tenisowa
Od roku 2016 jest tenisistą zawodowym.
W grze pojedynczej Mmoh wygrał siedem turniejów rangi ATP Challenger Tour. Najwyżej sklasyfikowany był na 82. miejscu (20 lutego 2023) w singlu oraz na 265. (12 kwietnia 2021) w deblu.
W 2016 roku zadebiutował w imprezie Wielkiego Szlema podczas turnieju US Open. Odpadł wówczas w pierwszej rundzie po porażce z Jérémym Chardym.

### Zwycięstwa w turniejach ATP Challenger Tour

#### Gra pojedyncza
| Końcowy wynik | Nr | Data                 | Turniej   | Nawierzchnia  | Przeciwnik            | Wynik finału     |
| ------------- | -- | -------------------- | --------- | ------------- | --------------------- | ---------------- |
| Zwycięzca     | 1. | 13 listopada 2016    | Knoxville | Twarda (hala) | Peter Polansky        | 7:5, 2:6, 6:1    |
| Zwycięzca     | 2. | 6 sierpnia 2017      | Lexington | Twarda        | John Millman          | 4:6, 7:6(3), 6:3 |
| Zwycięzca     | 3. | 23 września 2018     | Columbus  | Twarda (hala) | Jordan Thompson       | 6:3, 7:6(4)      |
| Zwycięzca     | 4. | 30 września 2018     | Tiburon   | Twarda        | Marcel Granollers     | 6:3, 7:5         |
| Zwycięzca     | 5. | 10 listopada 2019    | Knoxville | Twarda (hala) | Christopher O’Connell | 6:4, 6:4         |
| Zwycięzca     | 6. | 18 września 2022     | Cary      | Twarda        | Dominik Koepfer       | 7:5, 6:3         |
| Zwycięzca     | 7. | 16 października 2022 | Fairfield | Twarda        | Gabriel Diallo        | 6:3, 6:2         |